# مسجد حاج یونس
مسجد حاج یونس مربوط به دوره صفوی است و در اصفهان، خیابان ابن سینا، کوچه میرعلاء الدین واقع شده و این اثر در تاریخ ۲۳ شهریور ۱۳۸۲ با شمارهٔ ثبت ۱۰۲۱۶ به‌عنوان یکی از آثار ملی ایران به ثبت رسیده است.